# Liste der Baudenkmale in Vollersode
In der Liste der Baudenkmale in Vollersode sind alle Baudenkmale der niedersächsischen Ortschaft Vollersode aufgelistet. Die Quelle der Baudenkmale ist der Denkmalatlas Niedersachsen. Der Stand der Liste ist der 24. Dezember 2022.

## Allgemein
In den Spalten befinden sich folgende Informationen:
- Lage: die Adresse des Baudenkmales und die geographischen Koordinaten. Kartenansicht, um Koordinaten zu setzen. In der Kartenansicht sind Baudenkmale ohne Koordinaten mit einem roten Marker dargestellt und können in der Karte gesetzt werden. Baudenkmale ohne Bild sind mit einem blauen Marker gekennzeichnet, Baudenkmale mit Bild mit einem grünen Marker.
- Bezeichnung: Bezeichnung des Baudenkmales
- Beschreibung: die Beschreibung des Baudenkmales. Unter § 3 Abs. 2 NDSchG werden Einzeldenkmale und unter § 3 Abs. 3 NDSchG Gruppen baulicher Anlagen und deren Bestandteile ausgewiesen.
- ID: die Objekt-ID des Baudenkmales
- Bild: ein Bild des Baudenkmales, ggf. zusätzlich mit einem Link zu weiteren Fotos des Baudenkmals im Medienarchiv Wikimedia Commons. Wenn man auf das Kamerasymbol klickt, können Fotos zu Baudenkmalen aus dieser Liste hochgeladen werden:

## Ahrensdorf

### Gruppe: Hofanlage Ahrensdorfer Straße 2
Die Gruppe „Hofanlage Ahrensdorfer Straße 2“ wurde im 19. Jahrhundert errichtet und besteht aus Hauptgebäude und Scheune. Die Gruppe hat die ID 25077389.

| Lage                                             | Bezeichnung               | Beschreibung                                                                                  | ID       | Bild |
| ------------------------------------------------ | ------------------------- | --------------------------------------------------------------------------------------------- | -------- | ---- |
| Ahrensdorfer Straße 2 53° 20′ 2″ N, 8° 55′ 48″ O | Wohn-/ Wirtschaftsgebäude | Zweiständer-Hallenhaus von um 1850 in Fachwerk mit Krüppelwalmdach in Ziegeldeckung erneuert. | 25083963 | BW   |
| Ahrensdorfer Straße 2 53° 20′ 1″ N, 8° 55′ 48″ O | Scheune                   | Fachwerkgebäude vom 19. Jh.mit Walmdach und Querdurchfahrt                                    | 25082228 | BW   |

## Bornreihe

### (Ehemalige) Gruppe: Hofanlage Bornreiher Straße 5
Die Gruppe „Hofanlage Bornreiher Straße 5“ bestand ursprünglich aus einer Hofanlage mit Hauptgebäude und Scheune. Die Scheune wurde abgebrochen, sodass die Gruppe 2006 aus dem Denkmalverzeichnis entfernt wurde. Das Wohn-/Wirtschaftsgebäude ist als Denkmal erhalten. Die Gruppe hatte die ID 25077396.

| Lage                                            | Bezeichnung               | Beschreibung | ID       | Bild |
| ----------------------------------------------- | ------------------------- | --- | -------- | ---- |
| Bornreiher Straße 5 53° 17′ 48″ N, 8° 54′ 55″ O | Wohn-/ Wirtschaftsgebäude | Zweiständer-Hallenhaus von 1874 in Fachwerk mit Krüppelwalmdach in Ziegeldeckung                                    | 25078509 | BW   |
| Bornreiher Straße 5 53° 17′ 48″ N, 8° 54′ 55″ O | Scheune                   | Die Fachwerkscheune unter einem Satteldach wurde 1998 aus dem Denkmalverzeichnis gestrichen und später abgebrochen. | 25083214 | BW   |

### (Ehemalige) Gruppe: Hofanlage Bornreiher Straße 18/19
Die Gruppe „Hofanlage Bornreiher Straße 18/19“ bestand ursprünglich aus einer Hofanlage mit Hauptgebäude und Scheune. Die Scheune wurde abgebrochen, sodass die Gruppe 1995 aus dem Denkmalverzeichnis entfernt wurde. Das Wohn-/Wirtschaftsgebäude ist als Denkmal erhalten. Die Gruppe hatte die ID 25077403.

| Lage                                                         | Bezeichnung               | Beschreibung | ID       | Bild |
| ------------------------------------------------------------ | ------------------------- | --- | -------- | ---- |
| (Bornreihe) Bornreiher Straße 18 53° 18′ 11″ N, 8° 54′ 18″ O | Wohn-/ Wirtschaftsgebäude | Zweiständer-Hallenhaus von um 1830 in Fachwerk mit Krüppelwalmdach in Reetdeckung, mit Vollwalm am Wohnteil.                         | 25083995 | BW   |
| Bornreiher Straße 18 53° 18′ 11″ N, 8° 54′ 20″ O             | Scheune                   | Die Fachwerkscheune unter einem Satteldach mit Reetdeckung wurde 1995 wegen der Veränderungen aus dem Denkmalverzeichnis gestrichen. | 25084014 | BW   |

### Ehemalige Baudenkmale
| Lage                                            | Bezeichnung               | Beschreibung | ID       | Bild |
| ----------------------------------------------- | ------------------------- | --- | -------- | ---- |
| Bornreiher Straße 15 53° 18′ 2″ N, 8° 54′ 19″ O | Wohn-/ Wirtschaftsgebäude | Das Zweiständer-Hallenhaus wurde Mitte des 19. Jahrhunderts unter einem Satteldach errichtet. Wegen der Veränderungen wurde das Gebäude 1991 aus dem Denkmalverzeichnis gestrichen.                                        | 25083979 | BW   |
| Bornreiher Straße 22 53° 18′ 18″ N, 8° 54′ 5″ O | Wohn-/ Wirtschaftsgebäude | Das von einem alten Baumbestand umgebene Zweiständer-Hallenhaus wurde Mitte des 19. Jahrhunderts unter einem Halbwalmdach errichtet. Wegen der Veränderungen wurde das Gebäude 2018 aus dem Denkmalverzeichnis gestrichen. | 25080840 | BW   |

## Friedensheim

### Gruppe: Hofanlage Im Rusch 1
Die Gruppe „Hofanlage Im Rusch 1“ ist eine im 19. Jahrhundert errichtete Hofanlage mit altem Baumbestand. Die ID der Gruppe ist 25077425.

| Lage                                  | Bezeichnung               | Beschreibung                                                                      | ID       | Bild |
| ------------------------------------- | ------------------------- | --------------------------------------------------------------------------------- | -------- | ---- |
| Im Rusch 1 53° 18′ 31″ N, 8° 55′ 7″ O | Wohn-/ Wirtschaftsgebäude | Zweiständer-Hallenhaus von um 1850 in Fachwerk mit Krüppelwalmdach in Reetdeckung | 25079027 | BW   |
| Im Rusch 1 53° 18′ 30″ N, 8° 55′ 7″ O | Scheune                   | Fachwerkgebäude von um 1850 mit Walmdach in Reetdeckung. und Querdurchfahrt       | 25079044 | BW   |
| Im Rusch 1 53° 18′ 32″ N, 8° 55′ 7″ O | Remise                    | Gefügebau mit ziegelgedecktem Satteldach                                          | 25083396 | BW   |

### Ehemalige Gruppe: Hofanlage Friedensheimer Straße 3
Die Gruppe „Hofanlage Friedensheimer Straße 3“ wurde als Hofanlage im 19. Jahrhundert errichtet. Wegen der Veränderungen wurde sie 2008 aus dem Denkmalverzeichnis gestrichen und hatte die ID 25077411.

| Lage                                                | Bezeichnung               | Beschreibung                                                                                          | ID       | Bild |
| --------------------------------------------------- | ------------------------- | --- | -------- | ---- |
| Friedensheimer Straße 3 53° 18′ 17″ N, 8° 55′ 16″ O | Wohn-/ Wirtschaftsgebäude | Das Zweiständer-Hallenhaus aus der Mitte des 19. Jahrhunderts wurde unter einem Satteldach errichtet. | 25078524 | BW   |
| Friedensheimer Straße 3 53° 18′ 17″ N, 8° 55′ 17″ O | Scheune                   | Die Fachwerkscheune wurde Mitte des 19. Jahrhunderts unter einem Satteldach errichtet.                | 25080856 | BW   |
| Friedensheimer Straße 3 53° 18′ 18″ N, 8° 55′ 18″ O | Nebengebäude              | Der Backsteinschuppen ist zur Hälfte als offene Remise unter einem Satteldach errichtet worden.       | 25080421 | BW   |
| Friedensheimer Straße 3 53° 18′ 16″ N, 8° 55′ 15″ O | Nebengebäude              | das Nebengebäude wurde als Garage genutzt.                                                            | 25080434 | BW   |

### Ehemalige Gruppe: Hofanlage Friedensheimer Straße 7
Die Gruppe „Hofanlage Friedensheimer Straße 7“ wurde als Hofanlage im 19. Jahrhundert errichtet. Wegen der Veränderungen wurde sie 1996 aus dem Denkmalverzeichnis gestrichen und hatte die ID 25077418.

| Lage                                               | Bezeichnung               | Beschreibung                                                                                         | ID       | Bild |
| -------------------------------------------------- | ------------------------- | --- | -------- | ---- |
| Friedensheimer Straße 7 53° 18′ 20″ N, 8° 55′ 7″ O | Wohn-/ Wirtschaftsgebäude | Das Hallenhaus aus dem 19. Jahrhunderts wurde unter einem Krüppelwalmdach mit Reetdeckung errichtet. | 25077945 | BW   |
| Friedensheimer Straße 7 53° 18′ 20″ N, 8° 55′ 8″ O | Scheune                   | Die Fachwerkscheune wurde unter einem Satteldach mit Reetdeckung errichtet.                          | 25080201 | BW   |
| Friedensheimer Straße 7 53° 18′ 21″ N, 8° 55′ 5″ O | Nebengebäude              | Der Fachwerkschuppen wurde mittlerweile abgebrochen.                                                 | 25083678 | BW   |
| Friedensheimer Straße 7 53° 18′ 20″ N, 8° 55′ 7″ O | Nebengebäude              | Der Fachwerkschuppen steht nahe dem Hauptgebäude.                                                    | 25083691 | BW   |

## Giehle

### Ehemalige Gruppe: Hofanlage Giehle 1
Die ehemalige Gruppe „Hofanlage Giehle 1“ bestand aus einem größeren Hof mit Baumbestand und Einfriedung. Wegen der Veränderungen wurde die Anlage 2006 aus dem Denkmalverzeichnis gestrichen. Sie hatte die ID 25077432.

| Lage                                 | Bezeichnung               | Beschreibung                                                                              | ID       | Bild |
| ------------------------------------ | ------------------------- | ----------------------------------------------------------------------------------------- | -------- | ---- |
| Giehle 1 53° 21′ 32″ N, 8° 55′ 46″ O | Wohn-/ Wirtschaftsgebäude | Das reetgedeckte Zweiständer-Hallenhaus stand unter einem Krüppelwalmdach in Reetdeckung. | 25083411 | BW   |
| Giehle 1 53° 21′ 33″ N, 8° 55′ 46″ O | Scheune                   | Die Scheune mit Zwerchhaus steht unter einer Satteldach.                                  | 25079847 | BW   |
| Giehle 1 53° 21′ 32″ N, 8° 55′ 43″ O | Stall                     | Der Fachwerkstall mit Backsteinausfachungen steht unter einem Krüppelwalmdach.            | 25079861 | BW   |
| Giehle 1 53° 21′ 32″ N, 8° 55′ 45″ O | Stall                     | Der Fachwerkstall mit Backsteinausfachungen steht unter einem Krüppelwalmdach.            | 25082374 | BW   |
| Giehle 1 53° 21′ 34″ N, 8° 55′ 45″ O | Nebengebäude              | Der große Fachwerkschuppen steht unter einem Krüppelwalmdach.                             | 25079875 | BW   |
| Giehle 1 53° 21′ 32″ N, 8° 55′ 44″ O | Nebengebäude              | Der große Fachwerkschuppen für Maschinen steht unter einem Satteldach.                    | 25082358 | BW   |
| Giehle 1 53° 21′ 33″ N, 8° 55′ 48″ O | Wohnhaus                  | Das moderne Wohnhaus auf der Hofanlage war kein Bestandteil des Denkmals.                 | 25086087 | BW   |

## Giehlermoor

### Gruppe: Hofanlage Giehlermoorer Straße 12
Die Gruppe „Hofanlage Giehlermoorer Straße 12“ umfasst neben dem Wohn-/Wirtschaftsgebäude eine Scheune auf dem großen Grundstück. Beide Gebäude sind aus der Mitte des 19. Jahrhunderts. Die Gruppe hat die ID 25077447.

| Lage                                                | Bezeichnung               | Beschreibung                                                                       | ID       | Bild |
| --------------------------------------------------- | ------------------------- | ---------------------------------------------------------------------------------- | -------- | ---- |
| Giehlermoorer Straße 12 53° 19′ 38″ N, 8° 56′ 31″ O | Wohn-/ Wirtschaftsgebäude | Zweiständer-Hallenhaus von um 1850 in Fachwerk mit Krüppelwalmdach in Reetdeckung, | 25079906 | BW   |
| Giehlermoorer Straße 12 53° 19′ 37″ N, 8° 56′ 31″ O | Scheune                   | Kleiner Fachwerkbau von um 1850 mit Satteldach in Ziegeldeckung                    | 25079572 | BW   |

### Gruppe: Hofanlage Giehlermoorer Straße 14
Die Gruppe „Hofanlage Giehlermoorer Straße 14“ umfasst neben dem Wohn-/Wirtschaftsgebäude eine Scheune und einen Speicher, jeweils aus der Mitte des 19. Jahrhunderts. Die Gruppe hat die ID 25077454.

| Lage                                                | Bezeichnung               | Beschreibung                                                                                     | ID       | Bild |
| --------------------------------------------------- | ------------------------- | ------------------------------------------------------------------------------------------------ | -------- | ---- |
| Giehlermoorer Straße 14 53° 19′ 33″ N, 8° 56′ 38″ O | Wohn-/ Wirtschaftsgebäude | Zweiständer-Hallenhaus von um 1850 in Fachwerk mit Krüppelwalmdach in Reetdeckung                | 25079923 | BW   |
| Giehlermoorer Straße 14 53° 19′ 33″ N, 8° 56′ 39″ O | Scheune                   | Fachwerkbau von um 1850 mit Walmdach in Reetdeckung, mit Querdurchfahrt und zwei Längseinfahrten | 25080156 | BW   |
| Giehlermoorer Straße 14 53° 19′ 34″ N, 8° 56′ 38″ O | Speicher                  | Kleines gerastertes Fachwerkgebäude von um 1850 mit Satteldach in Reetdeckung                    | 25079586 | BW   |

### Einzeldenkmal
| Lage                                        | Bezeichnung   | Beschreibung | ID       | Bild |
| ------------------------------------------- | ------------- | --- | -------- | ---- |
| Giehlermühle 1d 53° 20′ 49″ N, 8° 54′ 49″ O | Mühlengebäude | Viergeschossiger Backsteinbau von um 1900 mit ziegelgedecktem Satteldach un vier Speichergeschossen als Teil der Giehler Wassermühle | 25084661 | BW   |

### Ehemalige Gruppe: Hofanlage Giehlermoorerstraße 27
Die Gruppe „Hofanlage Giehlermoorer Straße 27“ war ein Hof bestehend aus Wohn-/Wirtschaftsgebäude und Scheune. Nachdem die Scheune abgebrochen wurde, brannte etwas später das Hauptgebäude ab. Die Gruppe hatte die ID 25077440.

| Lage                                               | Bezeichnung               | Beschreibung | ID       | Bild |
| -------------------------------------------------- | ------------------------- | --- | -------- | ---- |
| Giehlermoorer Straße 27 53° 20′ 1″ N, 8° 57′ 18″ O | Wohn-/ Wirtschaftsgebäude | Das Zweiständer-Hallenhaus unter einem Halbwalmdach in Reetdeckung wurde Mitte des 19. Jahrhunderts errichtet. 2015 brannte das Gebäude ab. | 25079889 | BW   |
| Giehlermoorer Straße 27 53° 20′ 1″ N, 8° 57′ 20″ O | Scheune                   | Die Mitte des 19. Jahrhunderts errichtete Fachwerkscheune mit Querdurchfahrt unter einem Satteldach wurde 2013 mit Genehmigung abgebrochen. | 25079558 | BW   |

### Ehemalige Baudenkmale
| Lage                                      | Bezeichnung               | Beschreibung | ID       | Bild |
| ----------------------------------------- | ------------------------- | --- | -------- | ---- |
| Porstheide 37 53° 20′ 16″ N, 8° 56′ 34″ O | Wohn-/ Wirtschaftsgebäude | Das Hallenhaus unter einem reetgedeckten Satteldach wurde 2008 aus dem Denkmalverzeichnis entnommen und dann abgebrochen. | 25084646 | BW   |

## Verlüßmoor
| Lage                                               | Bezeichnung               | Beschreibung                                                                 | ID       | Bild |
| -------------------------------------------------- | ------------------------- | ---------------------------------------------------------------------------- | -------- | ---- |
| Verlüßmoorer Straße 21 53° 17′ 40″ N, 8° 53′ 15″ O | Wohn-/ Wirtschaftsgebäude | Vierständer-Hallenhaus von um 1850 in Fachwerk mit Satteldach in Reetdeckung | 25084677 | BW   |

## Vollersode

### (Ehemalige) Gruppe: Hofanlage Vollersoder Straße 29
Die Gruppe Hofanlage Vollersoder Straße 29 bestand ursprünglich aus dem Wohn-/Wirtschaftsgebäude und einer Scheune. Die Scheune wurde spätestens in den 2000er Jahren so sehr verändert, dass sie nicht mehr Teil des Denkmals sein konnte. Dadurch löste sich auch die Gruppe, die die ID 25077268 hatte, auf. 

| Lage                                              | Bezeichnung               | Beschreibung | ID       | Bild |
| ------------------------------------------------- | ------------------------- | --- | -------- | ---- |
| Vollersoder Straße 29 53° 19′ 50″ N, 8° 54′ 49″ O | Wohn-/ Wirtschaftsgebäude | Großer traufständiger Zweiständerbau in Fachwerk mit Backsteinausfachung, unter Halbwalmdach in Reetdeckung. Gleichmäßige Fachwerkkonstruktion. Errichtet 1826 (i). Mit Hofpflasterung. | 25084708 | BW   |
| Vollersoder Straße 29 53° 19′ 49″ N, 8° 54′ 50″ O | Scheune                   | Die Scheune wurde massiv erneuert und wegen der Veränderungen 2014 aus dem Denkmalverzeichnis gestrichen.                                                                               | 25082255 | BW   |

### Einzeldenkmal
| Lage                                     | Bezeichnung      | Beschreibung | ID       | Bild |
| ---------------------------------------- | ---------------- | --- | -------- | ---- |
| (Vollersode) 53° 19′ 43″ N, 8° 57′ 31″ O | Oste–Hamme–Kanal | Von 1769 bis 1790 von Jürgen Christian Findorff zwecks Urbarmachung und Entwässerung der Moore, zur besseren Nutzung des Torfes und zur Förderung des Handels erbauter Kanal. | 41977702 | BW   |

### Ehemalige Denkmale
| Lage                                   | Bezeichnung    | Beschreibung | ID       | Bild |
| -------------------------------------- | -------------- | --- | -------- | ---- |
| Am Grashof 53° 19′ 40″ N, 8° 54′ 53″ O | Kriegerdenkmal | Im September 1906 eingeweihte Ritterfigur auf einem Sockel für die Gefallenen im Deutschfranzösischen Krieg 1870/1871. Die Darstellung ist dem Georg von Donatello in Florenz in der Kirche Orsanmichele nachgeahmt und bildidentisch mit dem Kriegerdenkmal Worpswede. Wie dieses von der Firma Hurrelmeyer auf Veranlassung von Fritz Mackensen gefertigt. Das Denkmal wurde auf Grund des Widerspruchs von Gemeinde und Kriegerverein Vollersode ab 2015 nicht mehr im Verzeichnis der Kulturdenkmale geführt. | 44231224 | BW   |

## Wallhöfen

### Gruppe: Hofanlage Wallhöfener Straße 33
Die Gruppe „Hofanlage Wallhöfener Straße 33“ ist eine alte Hofanlage aus der Mitte des 18. Jahrhunderts mit späteren Neubauten, die von einem alten Baumbestand umgeben werden. Die ID der Gruppe ist 25077469. 

| Lage                                              | Bezeichnung               | Beschreibung                                                                   | ID       | Bild |
| ------------------------------------------------- | ------------------------- | ------------------------------------------------------------------------------ | -------- | ---- |
| Wallhöfener Straße 33 53° 19′ 13″ N, 8° 52′ 59″ O | Wohn-/ Wirtschaftsgebäude | Zweiständer-Hallenhaus von 1750 in Fachwerk mit Krüppelwalmdach in Reetdeckung | 25080170 | BW   |
| Wallhöfener Straße 33 53° 19′ 11″ N, 8° 53′ 1″ O  | Scheune                   | Fachwerkbau von um 1850 mit Satteldach.                                        | 25083351 | BW   |
| Wallhöfener Straße 33 53° 19′ 12″ N, 8° 53′ 0″ O  | Stall                     | Kleiner Backsteinbau von um 1900 mit Satteldach                                | 25080187 | BW   |

### Einzeldenkmale
| Lage                                       | Bezeichnung       | Beschreibung | ID       | Bild |
| ------------------------------------------ | ----------------- | --- | -------- | ---- |
| Am Mühlenberg 2 53° 19′ 0″ N, 8° 53′ 42″ O | Wallhöfener Mühle | Achteckiger Bau aus Backstein mit Backsteingalerie und Windrose, in Form eines Durchfahrt– und Galerie–Holländers 1880 erbaut, um 1970 saniert, sie dient heute zum Wohnen | 25083335 |      |
| B 74, km 30,0 53° 19′ 3″ N, 8° 52′ 20″ O   | Meilenstein       | Gestauchter Obelisk mit quadratischem Querschnitt, Verjüngung zum schwach ausgeprägtem Zeltdach hin. Historische Chaussee Bremervörde - Bremen.                            | 25082140 | BW   |

### Ehemalige Gruppe: Hofanlage Selworth 12
Die Gruppe „Hofanlage Selworth 12“ bestand aus einem Wohn-/Wirtschaftsgebäude und einem Stall. 2005 wurde der Abbruch beider Gebäude festgestellt, sodass die Gruppe ebenfalls beseitigt wurde. Sie hatte die ID 25077461.

| Lage                                    | Bezeichnung               | Beschreibung | ID       | Bild |
| --------------------------------------- | ------------------------- | --- | -------- | ---- |
| Selworth 12 53° 19′ 18″ N, 8° 53′ 34″ O | Wohn-/ Wirtschaftsgebäude | Das Zweiständerhallenhaus unter einem reetgedecktem Halbwalmdach wurde spätestens 2005 abgebrochen und aus dem Denkmalverzeichnis gestrichen.            | 25081086 | BW   |
| Selworth 12 53° 19′ 17″ N, 8° 53′ 33″ O | Stall                     | Ende des 19. Jahrhunderts wurde der langgestreckte Fachwerkbau mit Backsteinausfachung unter Satteldach einem Satteldach errichtet und 2003 abgebrochen. | 25083229 | BW   |